# Tanyari
Le Tanyari est une rivière française du département Pyrénées-Orientales de la région Occitanie et un affluent droit du Tech.

## Géographie
D'une longueur de 13,3 kilomètres, le Tanyari prend sa source sur la commune de Villelongue-dels-Monts à 875 mètres d'altitude, à l'est du col de Saint Jean (921 m) à côté du pic d'Aureille (1 030 m). Dans la partie haute, il s'appelle aussi, pour Géoportail, le ruisseau de Villelongue
Il coule globalement du sud vers le nord-est.
Il conflue en rive droite du Tech, donc au sud de celui-ci, sur la commune de Elne, à 22 mètres d'altitude, à côté du plan d'eau de Saint Marti, juste avant le pont ferroviaire vers Palau-del-Vidre.

### Communes et cantons traversés
Dans le seul département des Pyrénées-Orientales, le Tanyari traverse quatre communes et deux cantons :
- dans le sens amont vers aval : Villelongue-dels-Monts (source), Saint-Génis-des-Fontaines, Palau-del-Vidre, Elne (confluence).

Soit en termes de cantons, le Tanyari prend source dans le canton d'Argelès-sur-Mer et conflue dans le canton d'Elne, dans l'arrondissement de Céret et l'arrondissement de Perpignan.

### Bassin versant
Le Tanyari traverse une seule zone hydrographique Le Tech du Correc d'En Rodell inclus à la mer Méditerranée (Y028) de 721 km2 de superficie. 

### Organisme gestionnaire

Communes adhérant au Syndicat Intercommunal de Gestion et d'Aménagement du Tech.

La gestion et l'aménagement du Tech est géré depuis 1994 par le Syndicat Intercommunal de Gestion et d'Aménagement du Tech, une structure 
EPCI regroupant trente-cinq communes du bassin versant

## Affluents
Le Tanyari a un affluent référencé :
- la rivière de Laroque (rd) 10,9 km, sur les deux communes de Laroque-des-Albères et Saint-Génis-des-Fontaines avec un affluent :
  - le correc d'en Chabri (rd) 4,3 km sur la seule commune de Laroque-des-Albères avec un affluent :
    - le correc de Mata-Porcs (rg) 4,2 km sur la seule commune de Laroque-des-Albères.

Son rang de Strahler est donc de quatre.

## Aménagements et écologie
Le Tanyari croise le rec de Palau, qui rejoint la rivière de Saint-André aussi appelée la Ribereta.
La vallée du Tech et son embouchure sont deux sites classés Natura 2000.